# Daniel Frank (hockeista su ghiaccio)
Daniel Frank (Merano, 21 marzo 1994) è un hockeista su ghiaccio italiano, milita come attaccante nell'Hockey Club Bolzano, squadra della ICE Hockey League di cui è capitano, e nella Nazionale italiana.

## Carriera

### Giovanili
Frank si formò hockeisticamente tra l'HC Merano, l'austriaca EC Red Bull Salisburgo (nel campionato Under 18) e la tedesca EV Kaufbeuren (sia nel campionato Under 18 che, sebbene per una sola partita, in quello Under 20).

### Club
Nel 2012 fece ritorno in Italia, dove esordì nella prima squadra dell'HC Merano Junior in seconda serie. Nella stagione successiva passò in prestito all'HC Bolzano, neoiscritto al campionato sovranazionale EBEL, dividendosi tra la prima squadra (che vinse il titolo) e la seconda (iscritta in Serie B).
Nell'estate del 2014 si trasferì al Bolzano in via definitiva. Venne confermato nelle stagioni successive, vincendo nuovamente il campionato nel 2017-2018, ma nell'estate del 2019 la sua posizione rimase in bilico: a lungo in ballottaggio con Viktor Schweitzer per il ruolo di tredicesimo attaccante del Bolzano, venne confermato solo poco prima dell'avvio della stagione.
Dal 2019 divenne uno dei pilastri dei Foxes, riuscendo a guadagnarsi il premio di MVP assegnatogli dai tifosi bolzanini per la stagione 2020-2021.
Per l'annata 2022-2023 estese il suo contratto di un ulteriore anno, per la sua decima stagione in biancorosso. Già dal primo test amichevole venne nominato nuovo capitano della compagine altoatesina.

### Nazionale
Frank giocò nelle formazioni giovanili U18 e U20 della Nazionale italiana vincendo nel 2013 il mondiale di Prima Divisione U20, giocato in Gran Bretagna. L'esordio in Nazionale maggiore avvenne il 5 novembre 2015 in occasione di una tappa dell'Euro Ice Hockey Challenge, nel match inaugurale perso 1-0 contro la Bielorussia.
Nel febbraio 2016 vinse con il Blue Team il torneo preolimpico di Cortina d'Ampezzo. L'anno seguente partecipò ai Mondiali in Germania. Nel 2018, visto il protrarsi dei playoff del Bolzano, dovette rinunciare ai Mondiali di Prima Divisione in Ungheria,  in cui l'Italia riuscì a riguadagnarsi l'accesso ai Mondiali di Gruppo A.
Nel 2019 non fu preso in considerazione da coach Clayton Beddoes per i Mondiali Élite disputatosi in Slovacchia, che si conclusero con un'insperata salvezza degli Azzurri nell'ultima gara contro l'Austria.
A maggio 2021 partecipò ai Mondiali di Top Division in Lettonia, ricoprendo il ruolo di capitano, a seguito dell'assenza di Thomas Larkin. Dopo la rassegna iridata divenne ufficialmente il capitano del Blue Team. L'agosto seguente partecipò al torneo di qualificazione olimpica di Riga.
Nel 2022 disputò i Mondiali di Gruppo A di Helsinki, che si conclusero con la retrocessione degli Azzurri in Prima Divisione.

## Palmarès

### Club
- Campionato austriaco: 2

Bolzano: 2013-2014, 2017-2018

### Nazionale
- Campionato mondiale di hockey su ghiaccio Under-20 - Prima Divisione B: 1

Regno Unito 2014

### Individuale
- Top Player on Team del Campionato mondiale di hockey su ghiaccio - Prima Divisione Gruppo A: 1

Italia 2024